# Mixojapyx tridenticulatus
Mixojapyx tridenticulatus är en urinsektsart som först beskrevs av Fox 1941.  Mixojapyx tridenticulatus ingår i släktet Mixojapyx och familjen Japygidae.

## Underarter
Arten delas in i följande underarter:
- M. t. superior
- M. t. tridenticulatus